# Staroburnowo
Staroburnowo (ros. Старобурново) – wieś (sieło) w Rosji, w Baszkortostanie, w rejonie birskim. W 2010 liczyła 862 mieszkańców.